# Virama
Un virama (del sánscrito विराम virāma, detenerse) es un signo diacrítico en muchos alfabetos bráhmicos que indica que a una consonante no le sigue vocal alguna, en particular que no tiene una vocal inherente. Por ejemplo, en el caso del Devanagari, el virama es  ्, por tanto, si क se pronuncia ka, entonces क् se pronuncia k. Dependiendo del alfabeto y del idioma, el virama recibe otros nombres, como halanta, halant o hoshonto.

## Lista de viramas
| Alfabeto bráhmico | Diacrítico |
| ----------------- | ---------- |
| Devanagari        | ्           |
| Alfabeto birmano  | ်           |
| Alfabeto cingalés | ්           |
| Alfabeto tamil    | ்           |
| Alfabeto canarés  | ್           |
| Alfabeto telugu   | ్           |
| Alfabeto oriya    | ୍           |
| Alfabeto malabar  | ്           |
| Gurmují           | ੍           |
| Alfabeto bengalí  | ্           |

- Datos: Q2636394
- Multimedia: Virama (diacritic) / Q2636394